# 超次元游汐 戰機少女 Sisters vs Sisters
《超次元游汐 戰機少女 Sisters vs Sisters》（中国大陆又译作，官方译为），是Compile Heart出品《海王星系列》电子角色扮演游戏作品，于2022年4月21日发售。傑仕登於2022年10月27日推出繁體中文與簡體中文。对应PlayStation 4和PlayStation 5平台。该作的主角是女神候补生。

## 登场角色
妮普吉雅／紫女神候補（配音：堀江由衣）
優尼／黑女神候補（配音：喜多村英梨）
蘿姆／白女神候補（配音：小仓唯）
蘭姆／白女神候補（配音：石原夏织）
真帆（配音：铃代纱弓）
安莉（配音：大下菜摘）
妮普禔努／紫靈心（配音：田中理惠）
諾娃／黑靈心（配音：今井麻美）
布蘭／白靈心（配音：阿澄佳奈）
貝兒／綠靈心（配音：佐藤利奈）
暮蟬悲鳴時（配音：中原麻衣）
龍宮蕾娜的角色。是「暮蟬悲鳴時」的擬人化。
上海愛麗絲（配音：永惠由彩）
博麗靈夢的角色。是遊戲公司「上海愛麗絲幻樂團」的擬人化。
灰女神候補（配音：铃代纱弓）
希笠（配音：春野杏）
F2P（配音：志田良太）
玛洁空奴（配音：高桥智秋）

## 外部連結
- 官方网站：日文版、中文版、韓文版、北美版、歐洲版